# Nouveau Stade Bordeaux
Het Nouveau Stade Bordeaux, ook Matmut Atlantique, is een multifunctioneel stadion in Bordeaux. Het is zowel geschikt voor voetbal- en rugbywedstrijden, als voor evenementen (concerten). Het stadion is ontworpen door het Zwitserse architectenbureau Herzog & de Meuron, dat ook de Allianz Arena te München en het olympisch stadion te Peking (het Vogelnest) ontwierp. 
De bouwwerkzaamheden werden gestart in 2013 en afgerond op 30 april 2015. Bordeaux wilde immers een van de gaststeden voor het Europees kampioenschap voetbal zijn, dat in 2016 in Frankrijk georganiseerd werd.
Het is gelegen in het quartier Bordeaux-Lac, zo'n 10 km ten noorden van het centrum van Bordeaux.
De eerste voetbalwedstrijd in het stadion werd op 23 mei 2015 gespeeld tussen Girondins de Bordeaux en Montpellier HSC, een duel van de laatste speeldag van het seizoen 2014/15 in de Ligue 1. 
Het stadion heeft een capaciteit van 42.115 toeschouwers. De vaste gebruiker van het stadion is voetbalclub  Girondins de Bordeaux, dat uitkomt in de Franse Ligue 1. 
Het oude stadion van Les Girondins, het Stade Chaban-Delmas dat reeds sedert 1938 in gebruik was, voldeed niet meer aan de normen om het Europees Kampioenschap te organiseren.
Het Nouveau Stade Bordeaux werd gebruikt tijdens de halve finales van de nationale Franse rugbycompetitie 2014/15. Het was eveneens een van de stadions die gebruikt werden tijdens het Europees kampioenschap voetbal,  In totaal werden er vijf EK-wedstrijden in dit stadion afgewerkt, waaronder een kwartfinale.
De huidige benaming van het stadion is "Stade Matmut Atlantique", als onderdeel van een sponsoringcontract met verzekeringsmaatschappij Matmut, dat zijn naam tien jaar lang aan het bouwwerk mag geven tegen een vergoeding van 2.000.000 € per jaar. De opbrengst daarvan gaan naar de vennootschap "Stade Bordeaux-Atlantique", die de verantwoordelijkheid heeft om sponsors te zoeken.
Een supportersclub van Girondins de Bordeaux, die niet tevreden was met de keuze van de naam van het stadion, heeft in september 2015 een verkiezing gehouden voor een alternatieve benaming.
Daaruit is de "Stade René Gallice" als voorkeur gekomen, naar de legendarische middenvelder en eennkelvoudig international van de club.

## Gespeelde interlands (EK 2016)
| № | Datum        | Wedstrijd              | Uitslag            | Competitie             | Toeschouwers |
| - | ------------ | ---------------------- | ------------------ | ---------------------- | ------------ |
| 1 | 11 juni 2016 | Wales – Slowakije      | 2 – 1              | EK 2016 Groepsfase (B) | 37.831       |
| 2 | 14 juni 2016 | Oostenrijk – Hongarije | 0 – 2              | EK 2016 Groepsfase (F) | 34.424       |
| 3 | 18 juni 2016 | België – Ierland       | 3 – 0              | EK 2016 Groepsfase (E) | 39.493       |
| 4 | 21 juni 2016 | Kroatië – Spanje       | 2 – 1              | EK 2016 Groepsfase (D) | 37.245       |
| 5 | 2 juli 2016  | Duitsland – Italië     | 1 – 1 (6 – 5 n.s.) | EK 2016 Kwartfinale    | 38.764       |